# ويلسون راموس
ويلسون راموس (بالإسبانية: Wilson Ramos)‏ هو لاعب كرة قاعدة فنزويلي، ولد في 10 أغسطس 1987 في بلنسية في فنزويلا.

## وصلات خارجية
- ويلسون راموس على موقع دوري كرة القاعدة الرئيسي (الإنجليزية)
- ويلسون راموس على موقعبيزبول رفرنس.كوم (الدوري الرئيسي) (الإنجليزية)
- ويلسون راموس على موقعبيزبول رفرنس.كوم (الدوري الثانوي) (الإنجليزية)
- ويلسون راموس على موقع إي إس بي إن.كوم (أم.أل.بي) (الإنجليزية)
- ويلسون راموس على موقع مشجعي الرسوم البيانية (الإنجليزية)